# Leon Białęski
Leon Białęski (ur. 26 marca 1896 w Mierucinie na Kujawach, zm. wiosną 1940 w Katyniu) – polski kupiec, porucznik piechoty rezerwy Wojska Polskiego,  ofiara zbrodni katyńskiej.

## Życiorys
Urodził się w rodzinie Ludwika i Zuzanny z Mrówczyńskich. Absolwent prywatnego gimnazjum dr. Lockmanna w Poznaniu. 2 maja 1916 został wcielony do armii niemieckiej, do batalionu zapasowego 116 pułku piechoty. Przebywał na froncie zachodnim, m.in. w Hessel koło Darmstadt w Nadrenii, gdzie ukończył kurs obsługi moździerzy i miotaczy min. 26 grudnia 1918 roku zwolniono go z armii niemieckiej. Na początku 1919 roku wstąpił w szeregi powstańczych wojsk wielkopolskich. Służył w kompanii pakoskiej w stopniu kaprala, jako dowódca drużyny. Do 10 stycznia 1919 roku walczył na froncie północnym, a następnie przeniesiony został na front zachodni, gdzie od 13 czerwca do 17 października 1919 roku uczestniczył w potyczkach pod Wolsztynem i Zbąszynem, uczestniczył w walkach o Kcynię. W kwietniu 1919 roku przydzielony został do 4 kompanii batalionu zapasowego 6 pułku strzelców wielkopolskich w Wolsztynie. Od 13 czerwca był na wielkopolskim froncie zachodnim, na odcinku zbąszyńskim (3 batalion grupy zachodniej), 10 września odesłany został z frontu do garnizonu i 22 września przeniesiony do 4 kompanii batalionu zapasowego 6 pułku strzelców. Od kwietnia do czerwca 1920 roku służył w oddziale sztabowym DOK VII w Poznaniu. 12 czerwca 1920 roku przydzielono go do 57 pułku piechoty, a od 7 lipca służył w 3 kompanii I batalionu 157 pułku piechoty rezerwy. Jako dowódca plutonu walczył w bitwach odwrotowych od Bobrujska (8/9 lipca) do Bugu (przekroczony 30/31 sierpnia do twierdzy w Dęblinie, od 16 sierpnia w walkach pościgowych do Bugu (3 września), od 7 września w bitwie niemeńskiej aż do rozejmu (18 października 1920) w 3 kompanii I batalionu 7 pułku piechoty Legionów. Po zawarciu pokoju pozostawał w tym pułku do 18 kwietnia 1921 roku. 7 sierpnia 1920 roku awansowano go do stopnia plutonowego, a w sierpniu 1921 roku sierżanta. Po zakończeniu działań wojennych został przeniesiony do rezerwy. Ćwiczenia wojskowe jako rezerwista odbył w 1923 roku w 57 pułku piechoty w Poznaniu, w 1924 i 1931 roku w 55 poznańskim pułku piechoty w Lesznie, w 1928 roku w Szkole Podchorążych Piechoty Rezerwy nr 5 w Krakowie. W 1925 roku został awansowany na podporucznika, a w 1939 roku na porucznika rezerwy.
W okresie międzywojennym pracował jako kupiec. Należał do Towarzystwa Powstańców i Wojaków. Był też wiceprezesem Okręgu VI Związku Towarzystw Wojaków. 
W czasie kampanii wrześniowej, po agresji ZSRR na Polskę, 23 września 1939 roku dostał się do niewoli sowieckiej. Początkowo osadzony w Szepetówce, a następnie przeniesiony do Starobielska i dalej do obozu jenieckiego w Kozielsku. Wiosną 1940 roku został zamordowany przez funkcjonariuszy NKWD w lesie katyńskim i tam pogrzebany w bezimiennej mogile zbiorowej, gdzie od 28 lipca 2000 roku mieści się oficjalnie Polski Cmentarz Wojenny w Katyniu. W miejscu tym prowadzone były ekshumacje i prace archeologiczne. W 1943 roku jego ciało zostało zidentyfikowane w toku ekshumacji prowadzonych przez Niemców pod numerem 229, a przy zwłokach znaleziono ks. wojsk., prawo jazdy dla p. Apolonii Białeckiej, notatnik oraz wizytówkę. Figuruje na liście wywózkowej z 3 kwietnia 1940 roku. 

### Życie prywatne
Początkowo mieszkał  w Koźminie, gdzie prowadził sklep bławatny na ul. Klasztornej 14, a następnie przeprowadził się do Borku. Żonaty z Apolonią Gryczyńską, miał synów Zygmunta i Lechosława.

## Ordery i odznaczenia
- Medal Niepodległości[1]

- Medal Pamiątkowy za Wojnę 1918-1921 "Polska Swemu Obrońcy"

- Medal Dziesięciolecia Odzyskanej Niepodległości
- Odznaka Frontu Litewsko-Białoruskiego[10]
- Odznaka Pamiątkowa Wojsk Wielkopolskich[10][1]
- Odznaka Powstańcza

## Upamiętnienie
5 października 2007 roku minister obrony narodowej Aleksander Szczygło mianował go pośmiertnie na stopień kapitana. Awans został ogłoszony 9 listopada 2007 roku w Warszawie, w trakcie uroczystości „Katyń Pamiętamy – Uczcijmy Pamięć Bohaterów”.
Jego nazwisko znajduje się na tablicy w kościele Świętej Rodziny w Pile, ul. św. Jana Bosko 1 (16 kwietnia 2000).